# Na Skalce (přírodní památka)
Na Skalce je přírodní památka poblíž obce Hojkov v okrese Jihlava v nadmořské výšce 640–703 metrů. Oblast spravuje Krajský úřad Kraje Vysočina. Důvodem ochrany je zachování a udržení geologické a geomorfologické pozoruhodnosti skalního výchozu. Jedná se o zbytky skalní hradby o délce 600 m a šířce až 20 m.

## Galerie

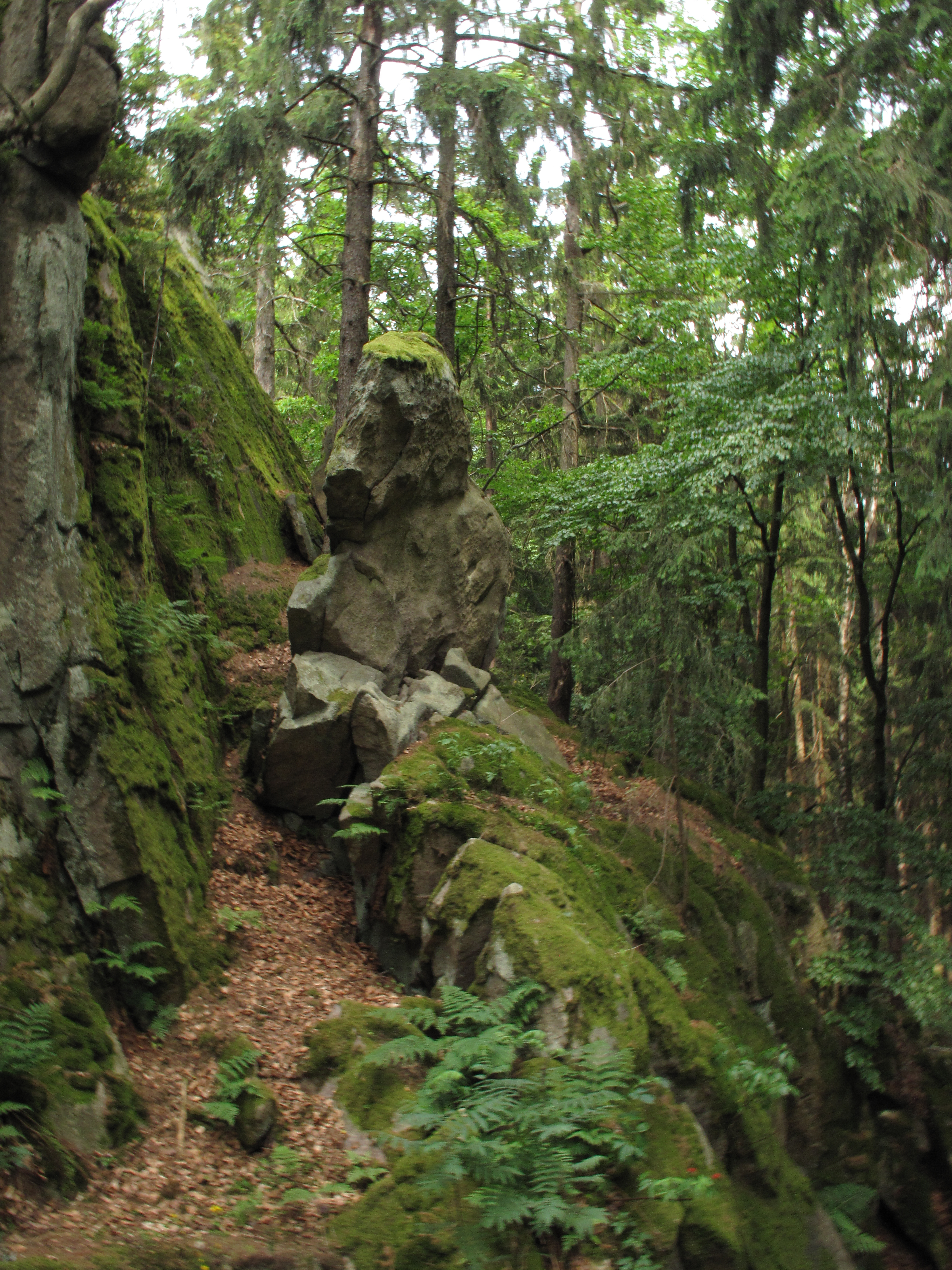
Skála
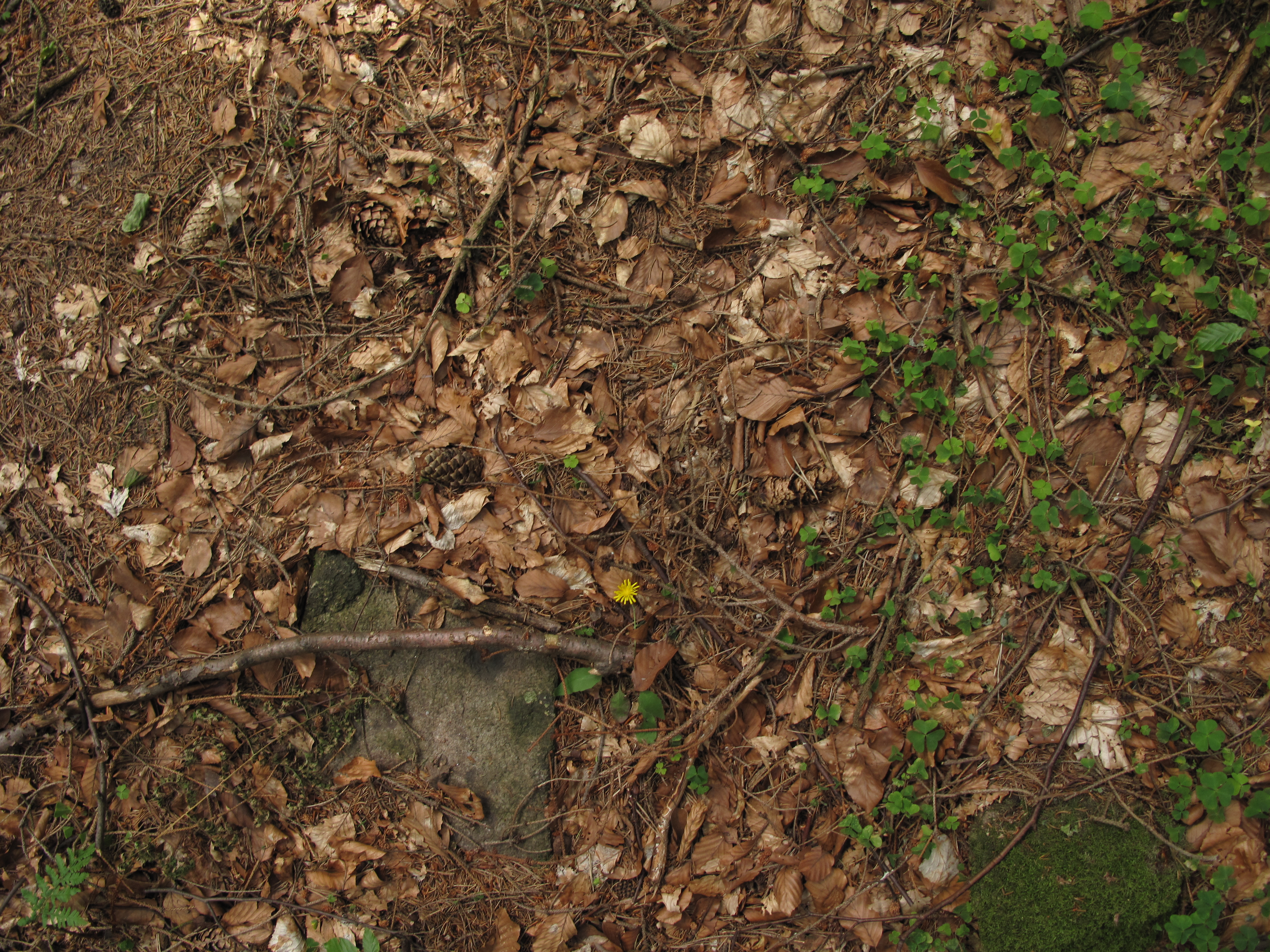
Opad
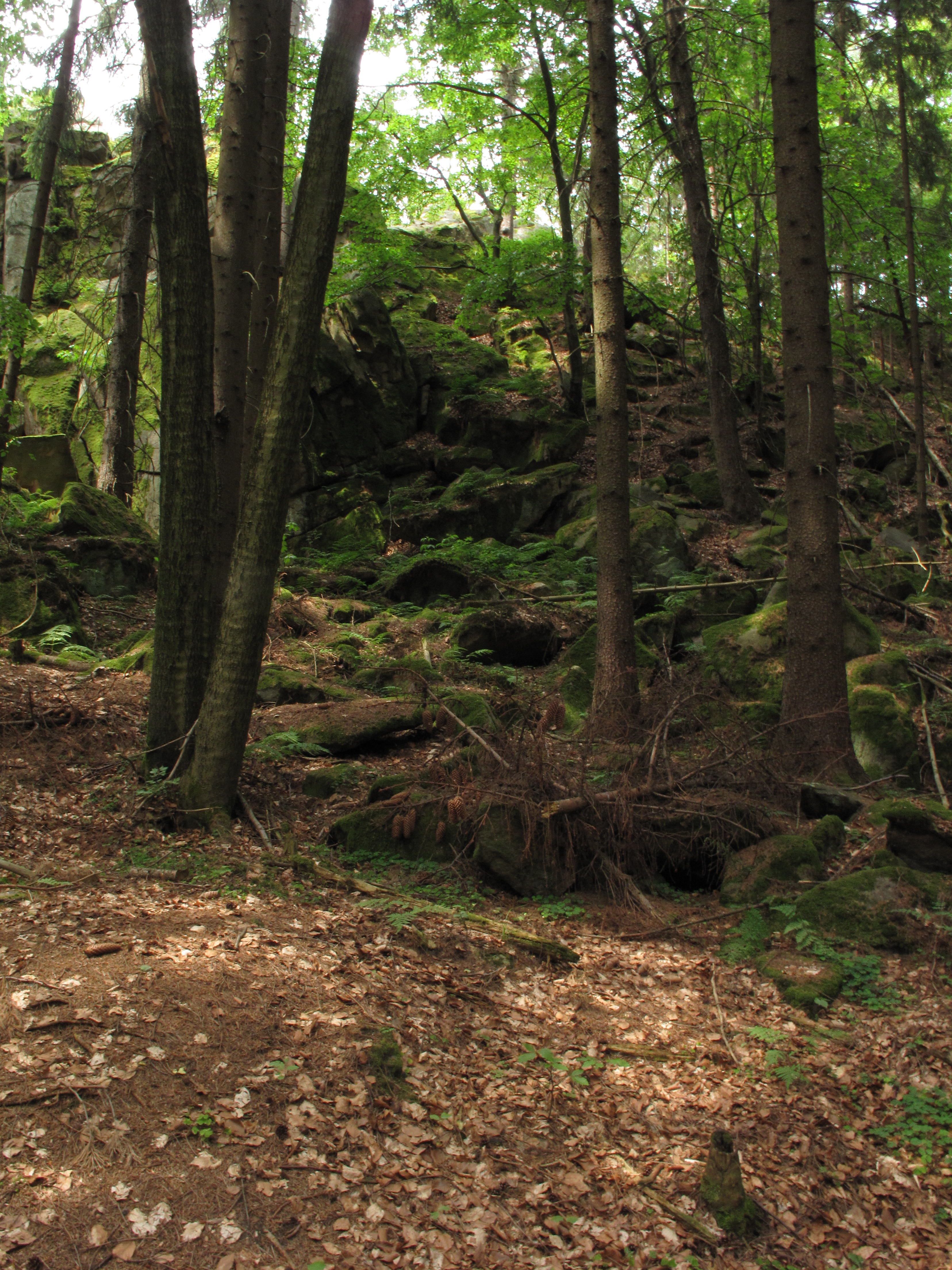
Kamení
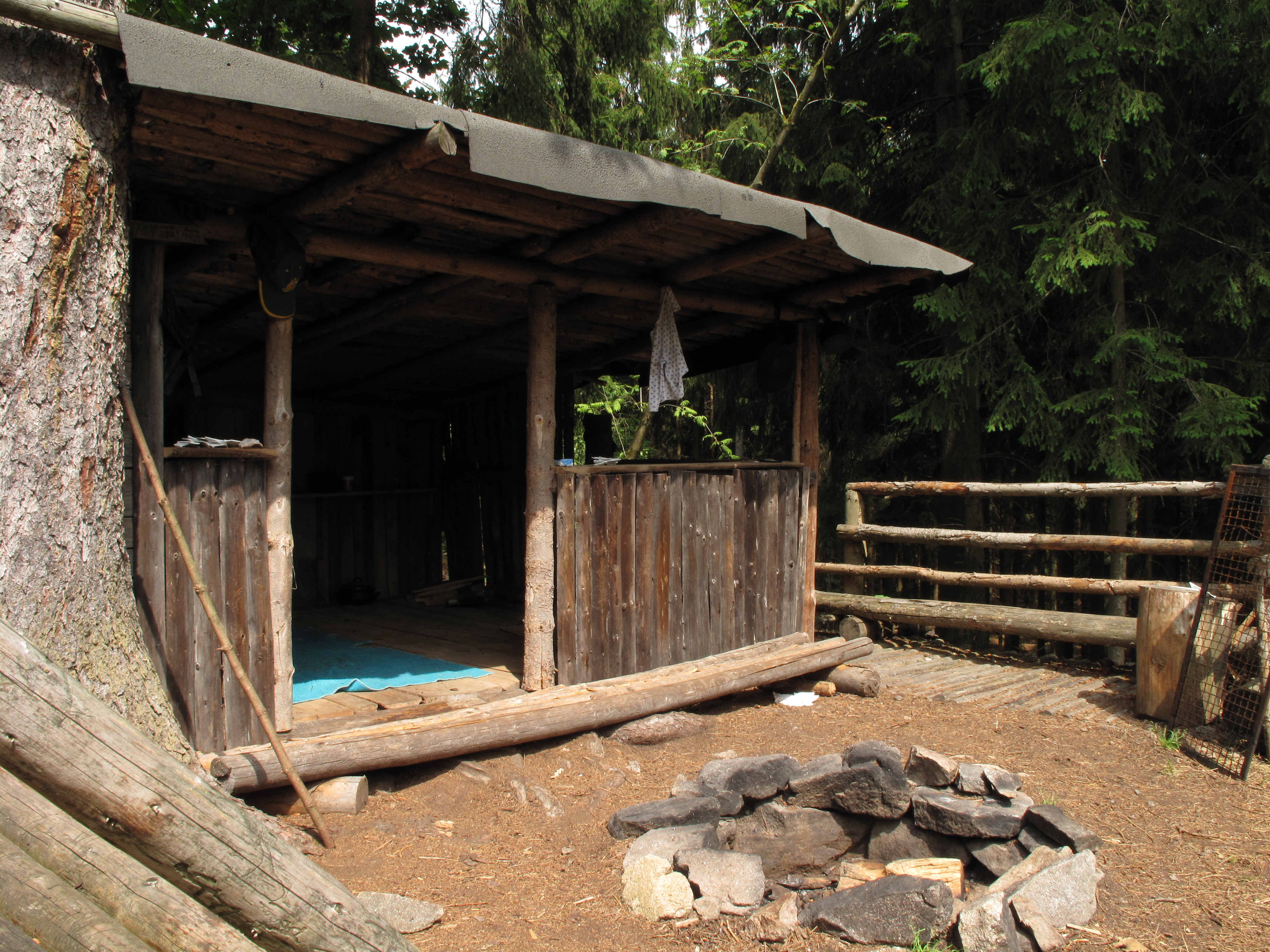
Čertova chata